# Gjergji Lala
Gjergji Lala (ur. 6 grudnia 1947 w Lushnji) – albański aktor i reżyser. Obecnie mieszka i pracuje we Włoszech.

## Filmografia

### Filmy
| Rok  | Tytuł                     | Rola            |
| ---- | ------------------------- | --------------- |
| 1978 | Nusja dhe shtetërrethimi  | Gjergj          |
| 1979 | Liri a vdekje             | Mihal Grameno   |
| 1981 | Në prag të lirisë         | Petrit Kasimati |
| 1981 | Gjurmë në kaltërsi        | sekretarz       |
| 1982 | Shtëpia jonë e përbashkët |                 |
| 1983 | Një emër midis njerëzve   | Halimi          |
| 1983 | Dy krisma ne Paris        |                 |
| 1984 | Czas nie czeka            | Behari          |
| 1985 | Kush vdes në këmbë        | Gjykatësi       |
| 1989 | Lumi që nuk shteron       | on sam          |
| 2003 | Dobry papież              | on sam          |
| 2005 | L’orizzonte degli eventi  | albański pastor |
| 2007 | L’uomo della carità       | albański biskup |
| 2012 | Ekwilibryści              | pijany bezdomny |
| 2016 | Smak soli                 | ojciec          |
| 2019 | Scappo a casa             | kapral          |
| 2021 | Dom Gucci                 | Tanner          |

### Seriale
| Rok  | Tytuł                   | Rola           | Uwagi               |
| ---- | ----------------------- | -------------- | ------------------- |
| 2006 | Don Matteo              | Aione          | Odcinek 23 sezonu 5 |
| 2006 | La squadra              | Erjon Gjatolli | Odcinek 25 sezonu 7 |
| 2020 | Romulus                 | Aruspice       | Odcinek 3           |
| 2020 | Gli orologi del diavolo |                | Odcinki 1-8         |